# Torigny-les-Villes
Torigny-les-Villes es una comuna nueva francesa situada en el departamento de Mancha, de la región de Normandía.

## Historia
Fue creada el 1 de enero de 2016, en aplicación de una resolución del prefecto de Mancha de 26 de septiembre de 2015 con la unión de las comunas de Brectouville, Giéville, Guilberville y Torigni-sur-Vire, pasando a estar el ayuntamiento en la antigua comuna de Torigni-sur-Vire.

## Demografía
| Gráfica de evolución demográfica de Torigny-les-Villes entre 1800 y 2013 |
|                                                                          |

Los datos entre 1800 y 2013 son el resultado de sumar los parciales de las cuatro comunas que forman la nueva comuna de Torigny-les-Villes, cuyos datos se han cogido de 1800 a 1999, para las comunas de Brectouville, Giéville, Guilberville y Torigni-sur-Vire de la página francesa EHESS/Cassini. Los demás datos se han cogido de la página del INSEE.

## Composición
| Comuna delegada  | Código INSEE | Población (2013) | Superficie (km²) | Densidad (hab./km²) |
| ---------------- | ------------ | ---------------- | ---------------- | ------------------- |
| Brectouville     | 50075        | 168              | 3.74             | 45                  |
| Giéville         | 50202        | 704              | 10.33            | 68                  |
| Guilberville     | 50224        | 1081             | 22.15            | 49                  |
| Torigni-sur-Vire | 50601        | 2354             | 3.01             | 782                 |